# Hrabstwo Columbia (Wisconsin)
Hrabstwo Columbia (ang. Columbia County) – hrabstwo w stanie Wisconsin w Stanach Zjednoczonych.
Obszar całkowity hrabstwa obejmuje powierzchnię 795,70 mil² (2060,85 km²). Według szacunków United States Census Bureau w roku 2009 miało 55 170 mieszkańców. Jego siedzibą administracyjną jest Portage.
Hrabstwo zostało utworzone z Portage w 1846. Nazwa pochodzi od nazwiska Krzysztofa Kolumba.
Na obszarze hrabstwa znajdują się rzeki Wisconsin, Fox i Crawfish oraz 56 jezior.

## Miasta
- Arlington
- Caledonia
- Columbus - city
- Columbus - town
- Courtland
- Dekorra
- Fort Winnebago
- Fountain Prairie
- Hampden
- Leeds
- Lewiston
- Lodi – city
- Lodi – town
- Lowville
- Marcellon
- Newport
- Otsego
- Pacific
- Randolph
- Portage
- Scott
- Springvale
- West Point
- Wyocena

## Wioski
- Arlington
- Cambria
- Doylestown
- Fall River
- Friesland
- Pardeeville
- Poynette
- Rio
- Wyocena